# Церовачки Галовићи
Церовачки Галовићи су насељено место у саставу града Дуге Ресе у Карловачкој жупанији, Република Хрватска.

## Историја
До територијалне реорганизације у Хрватској насеље се налазило у саставу старе општине Дуга Реса.

## Становништво
На попису становништва 2011. године, Церовачки Галовићи су имали 60 становника.

## Попис 1991.
На попису становништва 1991. године, насељено место Церовачки Галовићи је имало 72 становника, следећег националног састава:
| Попис 1991.‍ | Попис 1991.‍ | Попис 1991.‍ | Попис 1991.‍ | Попис 1991.‍ |
| ----------- | ----------- | ----------- | ----------- | ----------- |
|             |             |             |             |             |
| Хрвати      | Хрвати      |             | 72          | 100%        |
| укупно: 72  |             |             |             |             |